# Milano Dateo
Mediolan Dateo (włoski: Stazione di Milano Dateo) – przystanek kolejowy w Mediolanie, w regionie Lombardia, we Włoszech. Znajdują się tu 2 perony.